# Gajdátsy Béla
Gajdátsy Árpád Béla (Bécs, 1887. január 16. – Nagyenyed, 1952. szeptember 14.) római katolikus lelkész, vértanú.

## Élete
A gimnáziumot Budapesten végezte el. Érettségi után, 1904-ben jelentkezett a jezsuita rendbe, 1908-1912-ben Kalocsán és Pozsonyban filozófiát tanult. Teológiai tanulmányait Innsbruckban kezdte el, majd amikor egy tantárgyból nem kapott kitűnő minősítést, kilépett a rendből 1917-ben. 1918-ban jelentkezett a gyulafehérvári teológiára, majd még abban az évben Majláth Gusztáv Károly püspök pappá szentelte. Egy ideig Kolozsváron volt káplán, majd Marosvásárhelyen és Nagyszebenben lett plébános. 1924-ben a püspök ceremonáriusa lett Gyulafehérváron. 1926-tól püspöki titkárként tevékenykedett. Majláth püspök halála után a pápa őt szerette volna püspöknek, ő azonban a jelölést nem fogadta el, viszont az ő ajánlatára került a jelöltek listájára Márton Áron, akiből az új erdélyi püspök lett. Azon felül, hogy megjövendölte az egyházüldözés várható részleteit, egyúttal a mártír egyház életbenmaradásának stratégiáját is kidolgozta. 1945-ben Márton püspök kinevezte Gajdátsyt a teológia doktorává, majd miután a püspököt letartoztatták, ő lett a titkos ordinárius. Mikor erre fény derült, 1951. március 10-én a Securitate Sándor Imre nagypréposttal együtt letartóztatta, majd 25 év kényszermunkára ítélték. 1952. január 10-én több erdélyi magyar paptársával együtt ítélték börtönbüntetésre kémkedés és hazaárulás vádjával, Zsilaván huzamosabb időt töltött magánzárkában. A nagyenyedi börtönben halt meg, holttestét jeltelenül temették el, ma sem lehet tudni sírjának helyét.